# Rabie Taha
Rabie Taha Hamed Ahmed – (5 de septiembre de 1994) es un deportista egipcio que compite en lucha grecorromana. Ganó dos medallas de oro en el Campeonato Africano de Lucha entre los años 2013 y 2016

## Palmarés internacional
| Campeonato Africano | Campeonato Africano | Campeonato Africano | Campeonato Africano |
| Año                 | Lugar               | Medalla             | Categoría           |
| ------------------- | ------------------- | ------------------- | ------------------- |
| 2013                | Yamena (Chad)       | Medalla de oro      | 55 kg               |
| 2016                | Alejandría (Egipto) | Medalla de oro      | 59 kg               |